# Grand Prix automobile d'Afrique du Sud 1970
Résultats du Grand Prix d'Afrique du Sud de Formule 1 1970 qui a eu lieu sur le circuit de Kyalami le 7 mars 1970.

## Classement
| Pos  | N° | Pilote               | Écurie         | Tours | Temps/Abandon     | Grille | Points |
| ---- | -- | -------------------- | -------------- | ----- | ----------------- | ------ | ------ |
| 1    | 12 | Jack Brabham         | Brabham-Ford   | 80    | 1 h 49 min 35 s 4 | 3      | 9      |
| 2    | 6  | Denny Hulme          | McLaren-Ford   | 80    | + 8 s 1           | 6      | 6      |
| 3    | 1  | Jackie Stewart       | March-Ford     | 80    | + 17 s 1          | 1      | 4      |
| 4    | 3  | Jean-Pierre Beltoise | Matra          | 80    | + 1 min 13 s 1    | 8      | 3      |
| 5    | 10 | John Miles           | Lotus-Ford     | 79    | + 1 tour          | 14     | 2      |
| 6    | 11 | Graham Hill          | Lotus-Ford     | 79    | + 1 tour          | 19     | 1      |
| 7    | 4  | Henri Pescarolo      | Matra          | 78    | + 2 tours         | 18     |        |
| 8    | 23 | John Love            | Lotus-Ford     | 78    | + 2 tours         | 22     |        |
| 9    | 20 | Pedro Rodríguez      | BRM            | 76    | + 4 tours         | 16     |        |
| 10   | 16 | Joseph Siffert       | March-Ford     | 75    | + 5 tours         | 9      |        |
| 11   | 24 | Peter de Klerk       | Brabham-Ford   | 75    | + 5 tours         | 21     |        |
| 12   | 25 | Dave Charlton        | Lotus-Ford     | 73    | Moteur            | 13     |        |
| 13   | 9  | Jochen Rindt         | Lotus-Ford     | 72    | Moteur            | 4      |        |
| Abd. | 17 | Jacky Ickx           | Ferrari        | 60    | Moteur            | 5      |        |
| Abd. | 7  | John Surtees         | McLaren-Ford   | 60    | Moteur            | 7      |        |
| Abd. | 21 | George Eaton         | BRM            | 58    | Moteur            | 23     |        |
| Abd. | 2  | Johnny Servoz-Gavin  | March-Ford     | 57    | Moteur            | 17     |        |
| Abd. | 5  | Bruce McLaren        | McLaren-Ford   | 39    | Moteur            | 10     |        |
| Abd. | 22 | Piers Courage        | De Tomaso-Ford | 39    | Accident          | 20     |        |
| Abd. | 8  | Mario Andretti       | March-Ford     | 26    | Surchauffe moteur | 11     |        |
| Abd. | 14 | Rolf Stommelen       | Brabham-Ford   | 23    | Moteur            | 15     |        |
| Abd. | 19 | Jackie Oliver        | BRM            | 22    | Boîte de vitesses | 12     |        |
| Abd. | 15 | Chris Amon           | March-Ford     | 14    | Surchauffe moteur | 2      |        |

Légende :
- Abd.=Abandon

## Pole position et record du tour
- Pole position : Jackie Stewart en 1 min 19 s 3 (vitesse moyenne : 186,310 km/h). Temps égalé par Chris Amon en qualifications.
- Meilleur tour en course : John Surtees et Jack Brabham en 1 min 20 s 8, respectivement aux 6e et 71e tours (vitesse moyenne : 182,851 km/h).

## Tours en tête
- Jackie Stewart 19 (1-19)
- Jack Brabham 61 (20-80)

## À noter
- 14e et dernière victoire pour Jack Brabham.
- 13e victoire pour Brabham en tant que constructeur.
- 27e victoire pour Ford-Cosworth en tant que motoriste.
- 1re pole position pour l'écurie March Engineering en Formule 1 pour son premier départ dans la discipline.